# The Downward Spiral
The Downward Spiral (znany również jako Halo 8) – drugi album studyjny amerykańskiego zespołu industrialnego Nine Inch Nails, wydany 8 marca 1994 roku. Został w całości nagrany przez amerykańskiego multiinstrumentalistę Trenta Reznora. Wydano dwa oficjalne single: "March of the Pigs" i "Closer" (jego remiks został wykorzystany w filmie Siedem) oraz promocyjnie "Hurt", który stał się znany szerszej publiczności po nagraniu coveru przez Johnny’ego Casha.
The Downward Spiral został nagrany w studiu Le Pig, w Beverly Hills w Kalifornii. Studio to mieści się w domu, którym Charles Manson i jego grupa zamordowali Sharon Tate. Wcześniej Trent Reznor stwierdził, że nie znał historii tego budynku, gdy wybierał miejsce zamieszkania kierował się jedynie tym, iż było to lokum, które "najbardziej polubił". Reznor wyznał, że tworząc album wzorował się m.in. na Low Davida Bowiego i The Wall Pink Floyd.
"The Downward Spiral" to album koncepcyjny opowiadający spójną, tragiczną historię mężczyzny, który utracił kobietę swojego życia ("Piggy"), stracił wiarę ("Heresy") i przyjaciół ("March of the Pigs"), po czym zamknął się w sobie ("The Becoming") i na końcu popełnił samobójstwo ("The Downward Spiral").
W 2003 album został sklasyfikowany na 200. miejscu listy 500 albumów wszech czasów magazynu Rolling Stone. W 1995 roku wydano Further Down the Spiral zawierający remiksy z The Downward Spiral.

## Lista utworów
1. "Mr. Self Destruct" – 04:30
2. "Piggy" – 04:24
3. "Heresy" – 03:54
4. "March of the Pigs" – 02:58
5. "Closer" – 06:13
6. "Ruiner" – 04:58
7. "The Becoming" – 05:31
8. "I Do Not Want This" – 05:40
9. "Big Man with a Gun" – 01:35
10. "A Warm Place" – 03:23
11. "Eraser" – 04:52
12. "Reptile" – 06:51
13. "The Downward Spiral" – 03:56
14. "Hurt" – 06:13

Deluxe Edition
1. "Burn" (z Natural Born Killers) – 5:00
2. "Closer (Precursor)" (z "Closer to God") – 7:16
3. "Piggy (Nothing Can Stop Me Now)" (z Further Down the Spiral) – 4:03
4. "A Violet Fluid" (z "March of the Pigs") – 1:04
5. "Dead Souls" (z Kruk) – 4:53
6. "Hurt (Quiet)" (z Further Down the Spiral, wersja US) – 5:08
7. "Closer to God" (z "Closer to God") – 5:06
8. "All the Pigs, All Lined Up" (z "March of the Pigs") – 7:26
9. "Memorabilia" (z "Closer to God") – 7:22
10. "The Downward Spiral (The Bottom)" (z Further Down the Spiral) – 7:32
11. "Ruiner" (Demo) – 4:51
12. "Liar" (Reptile Demo) – 6:57
13. "Heresy" (Demo) – 4:00

## Kontrowersje
"Just Do It" to tytuł utworu zaplanowanego na album, jednakże został odrzucony przez producenta. Miał on opowiadać o samobójstwie, jak Reznor powiedział: "Jeśli zamierzasz zabić się, po prostu to zrób, nikogo to nie obchodzi". Producent The Downward Spiral odpowiedział mu: "Nie, zaszedłeś za daleko. Nie chcę być z tym związany". Drugi utwór "The Beauty of the Drug", który najprawdopodobniej miał opowiadać o uzależnieniu od narkotyków, został wspomniany w jednym z brytyjskich wywiadów i wydany nieoficjalnie na bootlegu Disturbed.

## Personel
- John Aguto – inżynier
- Tom Baker – mastering
- Sean Beavan – miksowanie
- Adrian Belew – efekty gitarowe
- Charlie Clouser – programowanie
- Flood – producent
- Bill Kennedy – miksowanie
- Andy Kubiszewski – perkusja
- Danny Lohner – gitara
- Alan Moulder – miksowanie
- Stephen Perkins – perkusja
- Brian Pollack – inżynier
- Trent Reznor – śpiew, gitara, pianino, aranżer, producent
- Chris Vrenna – perkusja, programowanie, samplowanie